# 王胤之
王胤之（1988年10月21日—），出生於台灣新竹縣竹東鎮，為台灣男子職業場地和公路自由車選手
。2014年11月加入高士特職業車隊。2024年與弟弟王又寬一同加盟摩洛哥西迪阿里（Sidi Ali-Unlock）洲際車隊。

## 演出作品
- 2017　電視劇《已讀不回的戀人》飾演 萊德自行車隊員

## 比賽成績
- 2007　環新喀里多尼亚赛 (法國)　總冠軍(黃衫)